# Cristian Mauriel Gutiérrez
Cristian Mauriel Gutiérrez Peralta (Jalapa, Nueva Segovia, 6 de enero de 1993) es un futbolista nicaragüense. Juega como Defensa y actualmente milita en el Real Estelí FC de la Primera División de Nicaragua.

## Selección nacional
Ha sido internacional con la Selección de fútbol de Nicaragua en una ocasión. Debutó el 23 de marzo de 2015 contra Anguila, por motivo de la Clasificación de Concacaf para la Copa Mundial de Fútbol de 2018, en la victoria nicaragüense de cinco goles por cero.

## Clubes
| Club        | País      | Año             |
| ----------- | --------- | --------------- |
| Real Estelí | Nicaragua | 2011-actualidad |